# 诺里奇座堂
诺里奇圣三一座堂（英語：Norwich Cathedral）位于诺福克郡诺里奇，是英国圣公会诺里奇教区的主教座堂，该市的历史遗产建筑之一。
该堂始建于1096年，用奶油色卡昂石灰岩饰面，建造时拆除了撒克逊人的定居点和两座教堂。座堂完成于1145年。此后经历了破坏和重建，今日的石头尖顶为1480年重建的结果。

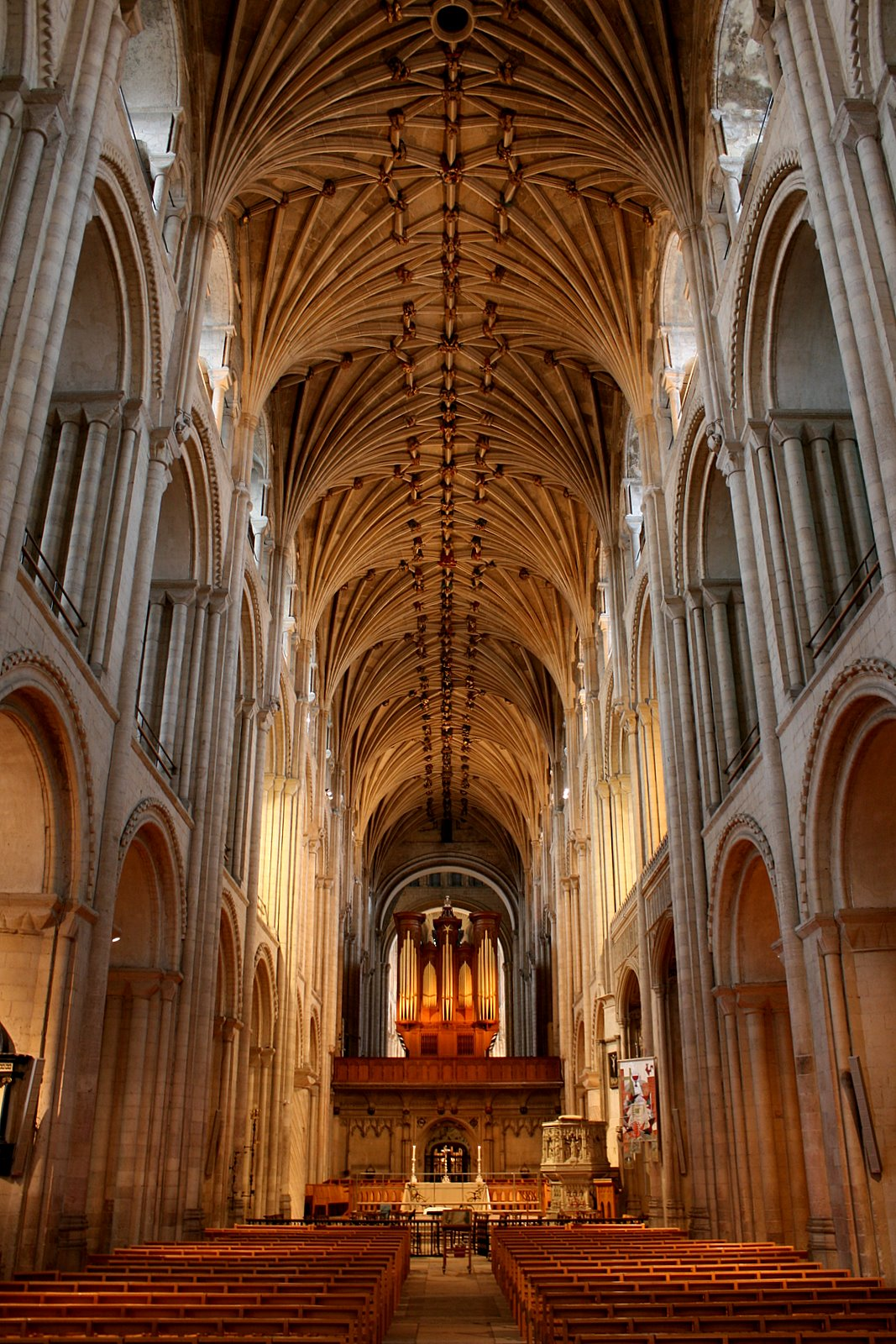
内部